# Sedia portantina

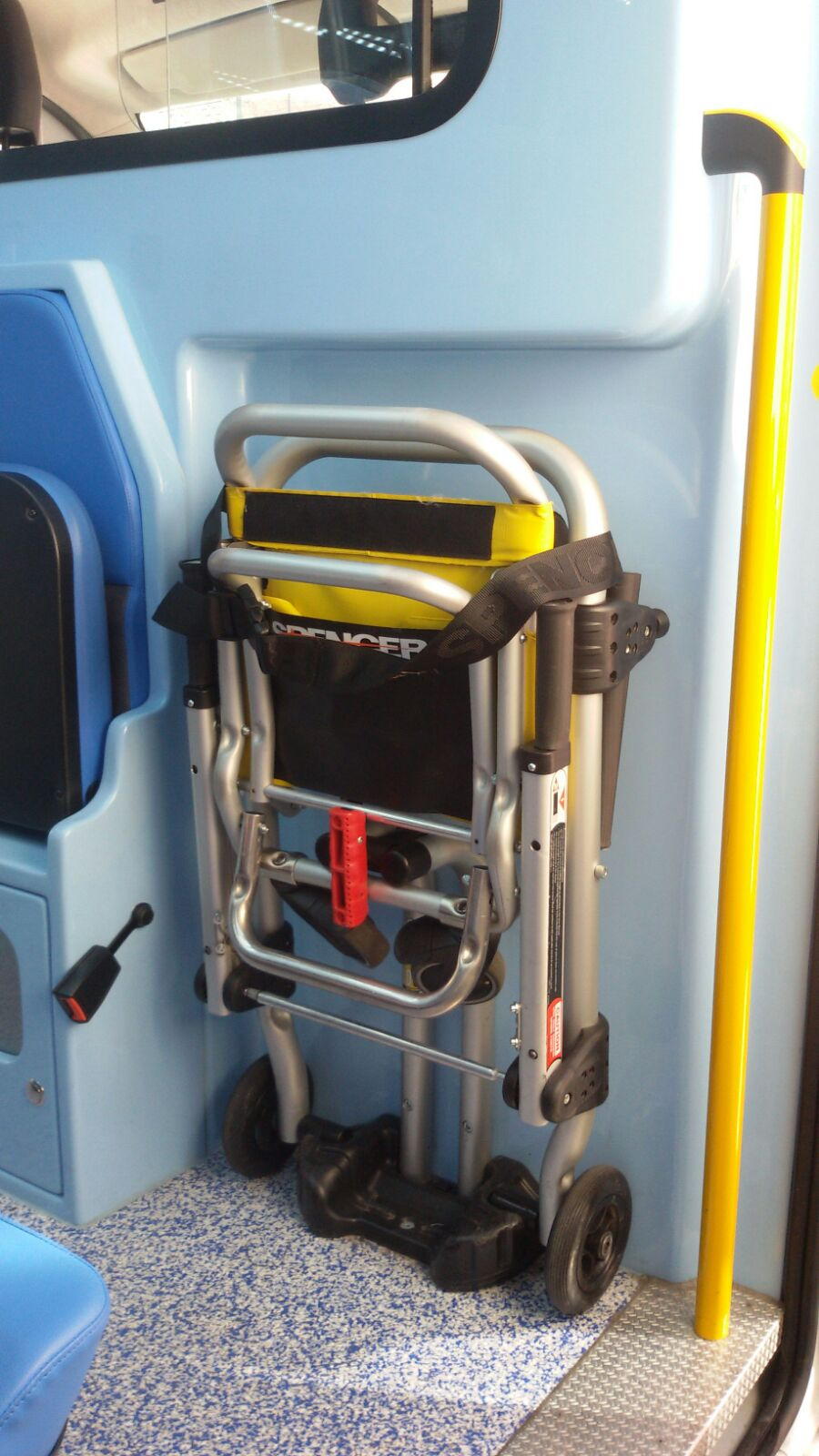
Esempio di sedia portantina

La sedia portantina è un dispositivo medicale presente in tutte le ambulanze equipaggiate per servizi di trasporto sanitario o servizi di emergenza-urgenza. Si tratta di una sedia pieghevole equipaggiata di maniglie sullo schienale e di prese estensibili alla base delle gambe anteriori. I modelli si differenziano poi fra modelli a 2, a 3 oppure a 4 ruote.
La sedia portantina è un presidio medicale utilizzato nel primo soccorso per trasportare i pazienti dal luogo del malore al mezzo di soccorso in particolare se il paziente ha determinate patologie. 
Aprendo le maniglie anteriori e posteriori la sedia portantina è usata per superare ostacoli come scale o gradini, mentre facendo leva sulle ruote posteriori si può usare come una sedia a rotelle per affrontare i tratti in piano. La stabilità del trasportato è assicurata da due cinghie di sicurezza.
Questo dispositivo si usa solo con pazienti non traumatici: in caso di sospette lesioni al rachide i soccorritori utilizzeranno presidi di immobilizzazione come la tavola spinale o il materasso a depressione per prevenire, durante il primo soccorso, manovre che potrebbero compromettere il midollo spinale. Se invece si suppone che il paziente abbia un tono muscolare ridotto o quando l'esiguità degli spazi lo richieda si utilizzerà il telo di soccorso anche chiamato telo portaferiti.
La sedia portantina può essere anche attrezzata con cingoli che ne permettono lo scorrimento in discesa, così da farla diventare una sedia da evacuazione. Oppure, nei modelli più evoluti, la sedia portantina è motorizzata e quindi permette lo spostamento del paziente senza alcuno sforzo fisico da parte del soccorritore.

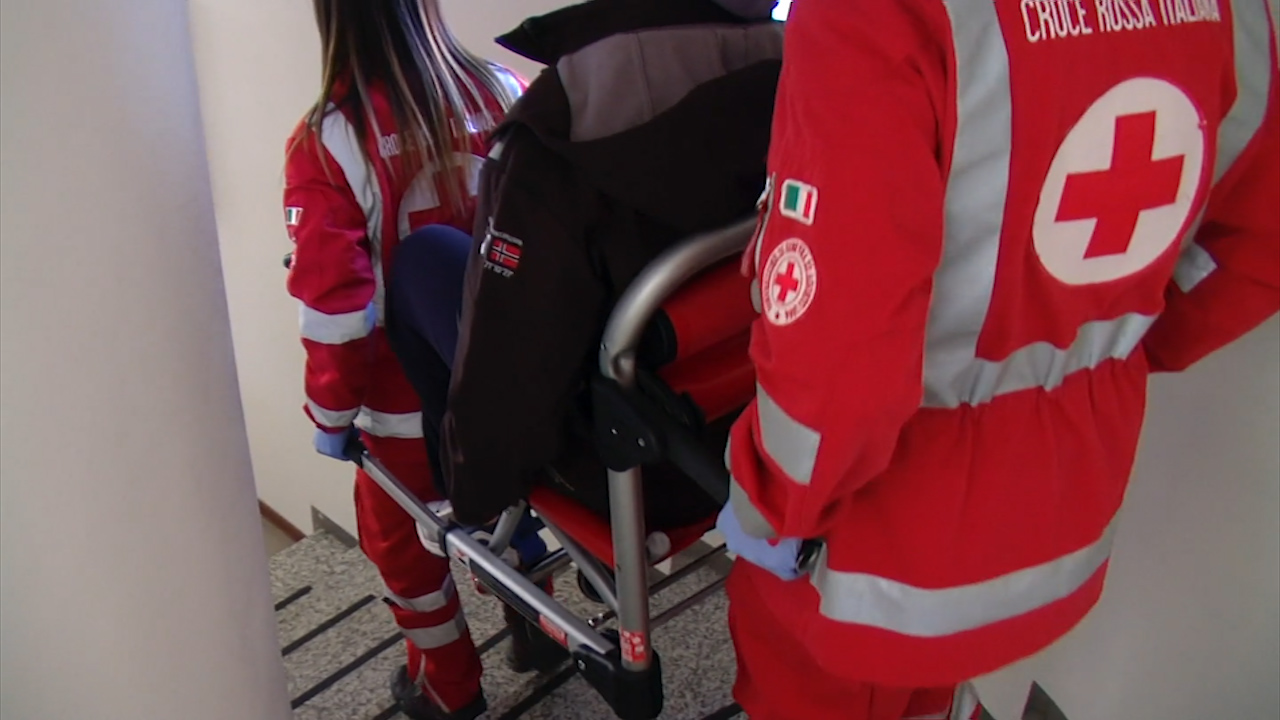
Una sedia portantina deve essere sempre portata da 2 persone, con il paziente ben assicurato dalle cinghie di ritenuta